# Thomas Hertfelder
Thomas Hertfelder (* 13. September 1959 in Ansbach) ist ein deutscher Historiker. Von 1997 bis 2024 war er Geschäftsführer der Stiftung Bundespräsident-Theodor-Heuss-Haus in Stuttgart.

## Leben und Wirken
Hertfelder studierte von 1979 bis 1985 Geschichte, Germanistik und Politische Wissenschaft an der Ludwig-Maximilians-Universität München und absolvierte 1985 das Erste Staatsexamen. Von 1985 bis 1987 wirkte er als Dozent am Goethe-Institut München und an der Volkshochschule München, bevor er von 1987 bis 1990 als Referendar und Studienrat an Münchner Gymnasien tätig war und 1989 das Zweite Staatsexamen bestand. Von 1989 bis 1997 arbeitete er als Wissenschaftlicher Assistent am Institut für Bayerische Geschichte der Universität München. 1995 wurde er mit einer Biographie über den Historiker Franz Schnabel promoviert.
Von 1997 bis 2024 wirkte Hertfelder als Gründungsgeschäftsführer der Stiftung Bundespräsident-Theodor-Heuss-Haus in Stuttgart. Seit 1999 nimmt er Lehraufträge am Historischen Institut der Universität Stuttgart wahr. Im Jahr 2010 wurde er zum Stellvertretenden Vorsitzenden des Vorstands der Stiftung Bundespräsident-Theodor-Heuss-Haus gewählt.
Hertfelders Arbeitsschwerpunkte sind die Geschichte der Weimarer Republik und der Bundesrepublik, die Geschichte des Liberalismus, die historische Bildforschung und die Erinnerungskultur.
Hertfelder ist Mitglied im Verband der Historiker und Historikerinnen Deutschlands, im Kuratorium der Theodor-Heuss-Stiftung, im wissenschaftlichen Beirat des Bundespräsidialamts zum Forschungsprojekt „Die Bundespräsidenten, das Bundespräsidialamt und der Nationalsozialismus“ sowie im wissenschaftlichen Beirat des Projekts des Bayerischen Landtags „Orte der Demokratiegeschichte in Bayern“. Er war bis 2019 Mitglied im Kuratorium der Wolf-Erich-Kellner-Gedächtnisstiftung sowie des Deutsch-Türkischen Forums Stuttgart.

## Schriften (Auswahl)
- (Hrsg.): Heuss im Profil. Vorträge und Diskussionen zum Eröffnungsfestakt der Stiftung Bundespräsident-Theodor-Heuss-Haus am 29./30. November 1996. Mit Beiträgen von Ralf Dahrendorf, Jürgen C. Heß, Hans Peter Mensing u. a., Stiftung Bundespräsident-Theodor-Heuss-Haus, Stuttgart 1997, ISBN 978-3-9805979-2-0.
- Franz Schnabel und die deutsche Geschichtswissenschaft. Geschichtsschreibung zwischen Historismus und Kulturkritik (= Schriftenreihe der Historischen Kommission bei der Bayerischen Akademie der Wissenschaften, 60), 2 Bde., Göttingen 1998, ISBN 978-3-525-36053-8.
- Machen Männer noch Geschichte? Das Stuttgarter Theodor-Heuss-Haus im Kontext der deutschen Gedenkstättenlandschaft (= Stiftung Bundespräsident-Theodor-Heuss-Haus. Kleine Reihe, 2), Stiftung Bundespräsident-Theodor-Heuss-Haus, Stuttgart 1998, ISBN 978-3-9805979-4-4.
- (Hrsg. zusammen mit Jürgen C. Heß): Streiten um das Staatsfragment. Theodor Heuss und Thomas Dehler berichten von der Entstehung des Grundgesetzes, bearb. v. Patrick Ostermann u. Michael F. Feldkamp, Deutsche Verlagsanstalt, Stuttgart 1999, ISBN 978-3-421-05220-9.
- (Hrsg. zusammen mit Gangolf Hübinger): Kritik und Mandat. Intellektuelle in der deutschen Politik, Deutsche Verlagsanstalt, Stuttgart 2000, ISBN 978-3-421-05222-3.
- Bücher und ihre Geschichten. Zur historisch-politischen Privatbibliothek von Theodor Heuss, Stiftung Bundespräsident-Theodor-Heuss-Haus, Stuttgart 2002, ISBN 978-3-9807404-2-5.
- (Hrsg. zusammen mit Christiane Ketterle): Theodor Heuss. Publizist – Politiker – Präsident, Stiftung Bundespräsident-Theodor-Heuss-Haus, Stuttgart 2003, ISBN 978-3-9807404-4-9.
- In Presidents we trust. Die amerikanischen Präsidenten in der Erinnerungspolitik der USA (= Stiftung Bundespräsident-Theodor-Heuss-Haus. Kleine Reihe, 15), Stiftung Bundespräsident-Theodor-Heuss-Haus, Stuttgart 2005, ISBN 978-3-9807404-9-4.
- (Hrsg. zusammen mit Andreas Rödder): Modell Deutschland. Erfolgsgeschichte oder Illusion? Vandenhoeck u. Ruprecht, Göttingen 2007, ISBN 978-3-525-36023-1.
- Von Naumann zu Heuss. Über eine Tradition des sozialen Liberalismus in Deutschland (= Stiftung Bundespräsident-Theodor-Heuss-Haus. Kleine Reihe, 29), Stiftung Bundespräsident-Theodor-Heuss-Haus, Stuttgart 2013, ISBN 978-3-942302-03-6.
- (Hrsg. zusammen mit Ulrich Lappenküper und Jürgen Lillteicher): Erinnern an Demokratie in Deutschland. Demokratiegeschichte in Museen und Erinnerungsstätten der Bundesrepublik, Vandenhoeck u. Ruprecht, Göttingen 2016, ISBN 978-3-525-30093-0.
- (Hrsg. zusammen mit Frank Bösch und Gabriele Metzler): Grenzen des Neoliberalismus. Der Wandel des Liberalismus im späten 20. Jahrhundert (= Zeithistorische Impulse, 13). Franz Steiner Verlag, Stuttgart 2018, ISBN 978-3-515-12085-2.
- Erfolgsgeschichte Bundesrepublik. Aufstieg und Krise einer Meistererzählung (= Stiftung Bundespräsident-Theodor-Heuss-Haus. Kleine Reihe, 38), Stuttgart 2020 ISBN 978-3-942302-16-6.